# Luis August Kurecki
Luis August Kurecki (* 2006) ist ein deutscher Filmschauspieler.

## Leben
Kurecki stand 2012 für das mehrfach ausgezeichnete Drama Staub auf unseren Herzen, in dem Stephanie Stremler seine Mutter und Susanne Lothar seine Großmutter verkörperte, zum ersten Mal vor der Kamera. In dem 2014 ausgestrahlten Fernsehfilm Weiter als der Ozean spielte er an der Seite von Rosalie Thomass und Robert Gwisdek einen Bettnässer. In der Tatort-Folge Zeit der Frösche (2018) mit Heike Makatsch als Kriminalkommissarin Ellen Berlinger spielte er die Rolle ihres Neffens Jonas Ginori, eines hochbegabten Jungen. In dem 2018 erschienenen Actionfilm Steig. Nicht. Aus! des Regisseurs Christian Alvart wirkt er als Roman mit.

## Filmografie
- 2012: Staub auf unseren Herzen, Regie: Hanna Doose
- 2014: Weiter als der Ozean (Fernsehfilm), Regie: Isabel Kleefeld
- 2016, 2017: Familie mit Hindernissen (Fernsehfilm), Regie: Oliver Schmitz
- 2016: Die Diva, Thailand und wir! (Fernsehfilm), Regie: Franziska Buch
- 2016: Familie Dr. Kleist (Fernsehserie, Folge Gegen die Zeit)
- 2017: Der Kriminalist (Fernsehserie, Folge Der verlorene Sohn)
- 2017: Counterpart (Fernsehserie)
- 2018: Tatort: Zeit der Frösche; Regie: Markus Imboden
- 2018: Steig. Nicht. Aus!, Regie: Christian Alvart
- 2018: Trauung mit Hindernissen (Fernsehfilm), Regie: Anna-Katharina Maier
- 2020: Letzte Spur Berlin (Fernsehserie, Folge Urvertrauen)
- 2020: Eltern mit Hindernissen (Fernsehfilm)
- 2020: Schwartz & Schwartz – Wo der Tod wohnt